# پری‌اوزرسک (قزاقستان)
پری‌اوزرسک و یا خورجین‌توبک (به قزاقی: Приозёрск / Қоржынтүбек، پريوزيورسك / قورجىنتۇبەك) یک شهر (در سطح شهرستان) در قزاقستان است که در استان قراغندی واقع شده‌است. پری‌اوزرسک ۱۳۴۷۹ نفر جمعیت دارد.